# Disposable Income
Disposable Income è un album degli Snuff pubblicato nel 2003.

## Tracce
1. Angels 1-5 – 3:51
2. The other half of you – 2:30
3. Chocs away – 2:34
4. Once upon a time far far away – 2:20
5. Dehumanised – 4:57
6. 7 days (solomons boring week) – 2:04
7. To disappoint – 3:50
8. Heads you win tails you lose – 6:08
9. Boatnick (so it goes) – 3:50
10. Wearenowhere – 1:42
11. Salad – 2:44
12. Lies – 2:34
13. Pages 42-43 – 4:35
14. Coming through – 3:19
15. Emoticon – 11:03

## Formazione
- Duncan Redmonds - voce, batteria
- Loz Wong - chitarra
- Lee Batsford - basso
- Dave Redmonds - trombone
- Lee Murphy - hammond